# Heliophila amplexicaulis
Heliophila amplexicaulis là một loài thực vật có hoa trong họ Cải. Loài này được L. f. mô tả khoa học đầu tiên.